# Ruang
Der Ruang ist der südlichste aktive Vulkan im Bogen der Sangihe-Inseln in Indonesien und liegt auf der gleichnamigen Vulkaninsel. Der Schichtvulkan erhebt sich rund 1700 Meter über den Meeresboden; der Gipfel mit einer Höhe von 725 Metern über dem Meeresspiegel liegt östlich des Kraters mit einem Durchmesser von circa 500 Metern. Die Insel Ruang ist knapp fünf Kilometer lang und etwa vier Kilometer breit.
Der erste Ausbruch des Ruang in historischer Zeit fand 1808 statt. Bei einer Eruption im Jahr 1870 wurde ein Dorf der Insel zerstört, eine unbekannte Zahl von Menschen starb. 1871 löste ein Ausbruch einen Tsunami aus, der auf der Nachbarinsel Tahulandang rund 400 Menschen tötete. Auf Ruang wurden die Pflanzungen an den Hängen des Vulkans zerstört. 1949 bildete sich ein Lavadom im Krater.
Bei einem starken Ausbruch am 25. September 2002 stieg eine rund 20 Kilometer hohe Eruptionssäule auf. Ein pyroklastischer Strom zerstörte eine Fläche von 1,6 km² im Südosten der Insel. In zwei Dörfern wurden Gebäude durch starken Aschefall schwer beschädigt. Rund 1000 Inselbewohner waren vor dem Ausbruch evakuiert worden.
Mitte April 2024 kam es zu einer erneuten Eruption; wieder mussten die Einwohner evakuiert werden. Wegen eines möglichen Tsunamis erfolgten auch auf der Nachbarinsel Tahulandang Evakuierungen von etwa 6000 der dortigen 20 0000 Bewohner auf die dem Ruang abgewandte Seite der Insel. In der Nacht zum 30. April (Ortszeit) bildete sich eine 20 km hohe Asche-Rauchsäule und wurden Steine ausgeworfen. Laut Katastrophenschutz soll daher eine Fläche mit 7 km Radius um den Krater mit etwa 12.000 Menschen mit Schiffen der indonesischen Marine evakuiert werden.